# Сьєрра-Маестра

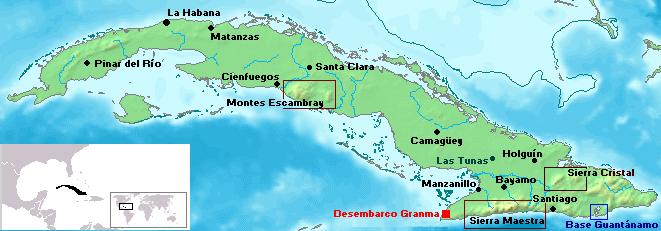
Гірські масиви на карті Куби

Сьєрра-Маестра (ісп. Sierra Maestra) — гірський масив на південному сході Куби. Масив Сьєрра-Маестра найвищий на Кубі, і в ньому знаходиться найвища точка країни гора країни Пік Туркино (1974 м). Тут розташований Гран Парку Національ Сьєрра Маестра (ісп. Gran Parque Nacional Sierra Maestra).
2 грудня 1956 року яхта Гранма доставила на острів Куба 82 людини. Серед них були  Фідель Кастро, Че Гевара, Каміло Сьєнфуегос, Рауль Кастро та інші діячі кубинської революції. Революціонери ховалися в горах Сьєрра-Маестра, і готувалися до партизанської війни, яка 1 січня 1959 року скінчилася перемогою над Фульхенсіо Батистою, який в новорічну ніч втік до США.
Величезний за своїми розмірами (довжина понад 50 км) парк Баконао лежить між масивом Сьєрра-Маестра і Карибським морем.